# منتجع صحي
المنتجع الصحي أو الحمام المعدني أو المنتجع العلاجي (بالإنجليزية: Spa)‏ هو مكان يختص بالعلاج بالمياه المعدنية، ويرتاده الناس والسيّاح للاستشفاء الطبيعي. الاعتقاد في القوى العلاجية للمياه المعدنية تعود إلى عصور ما قبل التاريخ. كانت هذه الممارسات منتشرة في جميع أنحاء العالم، ولكن على نطاق واسع تحديدا في أوروبا واليابان. والآن توجد العديد من المنتجعات الصحية حول العالم.

## عنه
هو منتجع معد لاستقبال الناقهين والمرضى وطالبي الاستشفاء وهو أيضا علاج للروح وتهدئة النفس من ضغوط الحياة اليومية التي يتعرض لها الإنسان من خلال العلاج بأنواع عديدة من المساج التي تساعد على الاسترخاء، وهو مركز لتضميد الجراح وتغذية العقل والجسد والروح. وأسباب الذهاب إلى المنتجعات الصحية استعادة لياقة الجسم، وإدارة الإجهاد، وراحة البال، والتدليل والسرور، والصحة والعافية، البقاء في صحة جيدة، الاسترخاء، إنقاص الوزن، التخلص من السموم، التمرين على المشي، تناول الطعام بشكل جيد والشعور بالإلهام.و المنتجعات توفر مجموعة متنوعة واسعة من التقنيات والخدمات التقليدية والحديثة.

## أنواع الحمامات العلاجية
- التدليك: تدليك ينطوي على فرك عضلات الجسم مع اليدين.
- تهيئة المصقلات: لتلميع الجسم ينطوي على تنقية الجسم باستخدام الأملاح المعدنية لقشر الجلد بلطف.
- العناية بالوجه.

## أنواع منتجعات المياه المعدنية
- منتجعات البحر المتوسط هذه المنتجعات توفر العلاجات التي تتطلب الإشراف الطبي. العلاج مثل الليزر، وتقدم عادة حقن البوتوكس، بالإضافة إلى خدمات المنتجعات الصحية التقليدية.
- منتجعات الفنادق يقصد بها منتجعات تقع في فئة فنادق الخمس نجوم.

## أنواع التدليك
للتدليك عدة أنواع مختفة منها:
- التدليك التايلاندي هو مساج أساسه تايلند ويعتمد على الكوع وعدم وجود زيت أو كريمات إلا نادراً، لذا فإنه يحتاج مختص محترف حتى لا يسبب أي آلام للجسم أو كدمات.
- تدليك كاليفورني غير متوفر بكثرة في الدول العربية.
- التدليك التقليدي يساعد على الاسترخاء وهو مفيد للناس الذين يعانون من الأرق.
- التدليك الشامل الذي يشمل كل هذه الأنواع ويأتي هذا من خلال الخبرة والتقنية في التعامل.
- التدليك بالاحجار الساخنة يساعد في علاج الكثير من الحالات المرضية مثل: آلام العضلات، آلام العمود الفقري، تصلب الأعصاب، التهاب المفاصل، الإجهاد والقلق، ضعف الدورة الدموية، الآرق، الاكتئاب، منح عضلات وأنسجة الجسم القدرة على الاسترخاء العميق، الصداع، وتهدئة الحالة النفسية لدى الإنسان.

## فوائد التدليك
- إخراج الرطوبة والبرودة من الجسم.
- إزالة ألم الظهر والكتفين والمفاصل والرقبة.
- توزيع الدهون للتخلص من السلوليت الدهني المحاط بالماء.
- علاج العديد من الأمراض كالأرق، التوتر، آلام الظهر والصداع.
- يساعد على التخسيس وشد الجسم.
- يؤدي إلى صفاء الذهن.
- يحافظ على نعومة الجلد والبشرة.
- يساعد في علاج حب الشباب وأنواع معينة من الإكزيما باستخدام منتجات تالجوTHALGO الفرنسية المصنوعة من طحالب البحر. كل هذا يتم علاجه بالأعشاب والزيوت الطبيعية ونتائجها تكون سريعة جداً.

الرفلكسولوجي يقصد به الضغط على مراكز معينة تسمى نقط الانعكاس في الجسد انطلاقاً من القدم مما يسهم في تنظيم الدورة الدموية من خلال تدليك المناطق المرتبطة بهذه الأجزاء والأعضاء في الجسم.